# 都岡村
都岡村（つおかむら）は、1889年（明治22年）4月1日から1939年（昭和14年）4月1日まで存在した神奈川県都筑郡の村。

## 概要
神奈川県都筑郡南部の村。現在の神奈川県横浜市旭区北部にあたる（帷子川沿岸）。

## 地理
- 川：帷子川

## 歴史

### 村名の由来
広域地名の一種。本来は「都筑村」を名乗る予定であったが、のちの川和町も「都筑村」を名乗るべく準備していたため、村名を巡る争いになった。結局、丘陵地帯であった本村が都岡村（「都筑の岡」の意）、田園地帯であったのちの川和町が都田村（「都筑の田」の意）を名乗ることで収拾した。

### 沿革
- 1889年（明治22年）4月1日 - 町村制の施行により、上川井村、川井村、下川井村、今宿村、下白根村、上白根村が合併して成立。
- 1939年（昭和14年）4月1日 - 横浜市に編入。同日都岡村廃止。保土ケ谷区の一部となる。
- 1969年（昭和44年）4月1日 - 横浜市保土ケ谷区から旭区が分区。旧村域は旭区となる。
- 1980年（昭和55年） - 横浜市の横浜総合卸センター周辺の区域に卸本町を新設するため、上川井町の一部を瀬谷区に編入。

## 交通

### 道路
- 八王子街道（現在の国道16号）
- 中原街道

## 現在の地名
いずれも大体の範囲。
横浜市旭区
- 住居表示実施地区：白根、中白根、上白根、鶴ヶ峰本町、今宿、金が谷、笹野台、若葉台の全域、鶴ヶ峰、中沢の一部
- 住居表示未実施地区：白根町、上白根町、今宿町、今宿西町、今宿南町、都岡町、川井宿町、川井本町、上川井町、下川井町、矢指町

横浜市瀬谷区
- 住居表示未実施地区：卸本町の一部（旧上川井町の区域）